# Błędzianka
Błędzianka (niem. Blinde Fluss, ros. Блендзянка) – rzeka, górny bieg rzeki Rominty w północno-wschodniej Polsce, płynący przez Pojezierze Litewskie, wchodzi w skład dorzecza Pregoły. 

## Przebieg i dopływy
Całkowita długość rzeki wynosi ok. 70 km, z czego 24,6 km na terenie Polski. Powierzchnia zlewni na obszarze Polski to 260,1 km². 
Błędzianka wypływa z Jeziora Werselskiego, na zachód od wsi Kramnik, na terenie Pojezierza Wschodniosuwalskiego. Dalej płynie na południowy zachód przez Pojezierze Zachodniosuwalskie, aby za wsią Blenda zmienić kierunek na północno-zachodni. Przed Maciejowiętami przekracza dawną granicę polsko-niemiecką, przepływa pod mostami w Stańczykach, a za Błędziszkami wpływa w Puszczę Romincką, gdzie przekracza współczesną granicę polsko-rosyjską na wysokości 150 m n.p.m. Na obszarze Puszczy Rominckiej w Rosji rzeka przyjmuje nazwę Rominta.
Na przeważającej długości rzeka ma przełomowy charakter z krętym biegiem. Jej nurt jest szybki, a brzegi strome. 
Głównymi dopływami rzeki są Bludzia i Żytkiejmska Struga.

## Nazwa
Nazwę Błędzianka wprowadzono urzędowo w 1949 roku, zastępując poprzednią niemiecką nazwę rzeki – Blinde Fluss. Nazwa Błędzianka była stosowana już w okresie międzywojennym dla ówczesnej polskiej części rzeki, jednak nie była to wówczas nazwa urzędowo ustalona